# Saison 18 de Joséphine, ange gardien
 (août 2018).
Si vous disposez d'ouvrages ou d'articles de référence ou si vous connaissez des sites web de qualité traitant du thème abordé ici, merci de compléter l'article en donnant les références utiles à sa vérifiabilité et en les liant à la section « Notes et références ».
Chronologie
Saison 17 Saison 19
Cet article présente les épisodes de la dix-huitième saison de la série télévisée Joséphine, ange gardien. 

## Liste des épisodes

### Épisode 1:La femme aux gardénias
- Belgique : 12 octobre 2017 sur La Une
- Suisse : 19 septembre 2017 sur RTS Un
- France : 16 octobre 2017 sur TF1

- France Corbet
- Maïa Muller

- Belgique : 259 329 téléspectateurs[1]
- France : 4,78 millions de téléspectateurs (21,4 % de parts de marché)[2]

- Mimie Mathy : Joséphine
- Juliet Lemonnier : Garance Martin
- Fabian Wolfrom : Henri de Fonvielle
- Christiane Bopp : Berthe, la cuisinière
- Jean Dell : Auguste, le père de Garance
- Jean-Michel Lahmi : le général Casimir Dubosque
- Samuel Mercer : Hippolyte, ami d’Henri, qui croit en son talent
- Isabelle Renauld : Odette de Fonvielle, veuve de Louis, mère d’Henri
- Martin Barlan : Octave, intendant de Fonvière, fiancé de Garance
- Deivy Fernandes : Désiré, ami d’Henri, passionné de cinéma
- Ambre Pietri : Camille, descendante de Garance
- Madeleine Pougatch : Albertine, la fiancée d’Henri
- Sandrine Salyères : Lena, la chanteuse, petite amie d’Albertine
- Sébastien Boulmé : Le paysan
- Anne Cart : la conservatrice
- Sébastien Giray : le chauffeur
- Elsa Greselle : l’aide cuisinière 1
- Elsa Bougerie : l’aide cuisinière 2

Profession de Joséphine : Joséphine est domestique au domaine de Cabrières.

### Épisode 2:Le mystère des pierres qui chantent
- Belgique : 22 octobre 2017 sur La Une
- Suisse : 17 octobre 2017 sur RTS Un
- France : 23 octobre 2017 sur TF1

- Gaëlle Baron
- Aude Marcle
- Julie Sellier

- Belgique : 273 519 téléspectateurs[1]
- France : 5,25 millions de téléspectateurs (soit 21.2 % de part d'audience)[3]

- Gary Mihaileanu : Gabriel
- Grégoire Champion : Léonard
- Alexia Fourmond : Chanelle
- Romane Lucas : Louison
- Justine Cerati : Chloé, la harceleuse de Louison
- Marine Duhamel : Camille, la pote de Chloé
- Bruni Makaya : Maxime, un des harceleurs de Léonard
- Esteban Vial : Ben, un des harceleurs de Léonard
- Caroline Bourg : Clothilde, directrice de colo, mère de Chanelle
- Romain Brethau : Fred, animateur de la colo
- Laureline Le Bris-Cep : Johanna, animatrice de la colo
- Julien Sabatié Ancora : le père de Léonard
- Frédéric Delprat : Jasper adulte
- Anthony Ursin : Jasper enfant
- Gaël Assouma : le livreur de papier toilette
- Milo Brazzi : le garçon 1
- Alessandro Minimo : le garçon 2
- Ruben Aksoul : le garçon 3

Profession de Joséphine : Joséphine est animatrice de colonie de vacances.
Biographie de Joséphine : Joséphine cite Jean de la Fontaine, “un copain”.
Anecdotes de l’épisode :
Gaspard déclare qu’en tant que  stagiaire, il ne peut ni voler ni se téléporter.

### Épisode 3:Un pour tous
- Belgique : 3 janvier 2018 sur La Une
- Suisse : 16 janvier 2018 sur RTS Un
- France : 26 février 2018 sur TF1

- Marie-Luce David
- Gioacchino Campanella

- Belgique : 302 100 téléspectateurs[1]
- France : 4,98 téléspectateurs (soit 22,2 % de part d'audience)[4]

- Zack Groyne : Jules Estier
- Yanis Richard : Will Estier, frère de Jules, champion de hockey-sur-glace
- Esther Valding : Sonia Estier, sœur de Jules, narcoleptique
- Mandela Keller : Jeanne Estier, sœur de Jules, surdouée
- Farouk Bermouga : Gabriel Millot, l’épicier
- Alika Del Sol : Cécile Millot, la femme de Gabriel
- Pierre-Yves Bon : Cédric, frère d’Iris, traceur et chef de bande
- Lucia Passaniti : Iris, sœur de Cédric, traceuse
- Clément Agogué : No, traceur
- Benjamin Alazraki : Bruno
- Mariama Gueye : La prof de chimie
- Catherine Lefroid : La proviseure du collège
- Frank Desmaroux : Le médecin de l'hôpital de Sonia
- Nicolas Gerout : L'entraîneur de Will
- Stéphane Hausauer : Le fonctionnaire de l’Aide sociale à l'enfance
- Candice Lartigue : Mme Thiery, professeur de Sonia

Profession de Joséphine : Joséphine est sous-locataire chez la fratrie.
Commentaires : Farouk Bermouga, Alika Del Sol, Lucia Passaniti, Esther Valding jouent dans les univers de Demain nous appartient et Ici tout commence sur TF1.

### Épisode 4:Trois campeurs et un mariage
- Belgique : 8 mars 2018 sur La Une
- Suisse : 9 mars 2018 sur RTS Un
- France : 12 mars 2018 sur TF1

- France Corbet
- Maia Muller

- Belgique : 376 917 téléspectateurs[1]
- France : 6,52 millions de téléspectateurs (soit 27,9 % de part d'audience)[5]

- Laurent Ournac : Tom Delorme (de la série Camping Paradis)
- Jennifer Lauret : Ariane Leroy (de la série Camping Paradis)
- Thierry Heckendorn : André (de la série Camping Paradis)
- Patrick Guerineau : Xavier (de la série Camping Paradis)
- Patrick Paroux : Christian Parizot, l'adjoint au Maire (de la série Camping Paradis)
- Patricia Malvoisin : Françoise Leroy, la mère d’Ariane (de la série Camping Paradis)
- Jean-Pierre Bouvier : Clément Leroy, le père d’Ariane (de la série Camping Paradis)
- Olivier Solivérès : Arthur Beretti, journaliste sportif, et Alexandre Beretti, marié depuis 5 ans à Isabelle, l’ex d’Arthur, myope et papa
- Valentine Atlan : Sofia, la cousine d’Arthur et son témoin
- Evelyne Grandjean : la grand-mère
- Clio Baran : l'hôtesse du spa
- Alexandre Texier : le client de l'hôtel qui veut faire de l’aquaponey
- Maxime Fabia : le réceptionniste de l’hôtel du Parc
- Jérôme Godgrand : l'agent du casino
- Olivia Zam : la couturière d’Ariane
- Frédéric Bernard : le bijoutier
- Nicolas Le Guyader : le rugbyman
- Doriane Prieto : le policier
- Julia Dorval : Isabelle
- Yann Pozzoli : le photographe du mariage
- Richard Rouillé : le maire

Profession de Joséphine : 
Joséphine est concierge au Grand Hôtel Barrière.
Biographie de Joséphine : 
Joséphine a été au Casino de Monte-Carlo en 1924. Quand elle entre dans un casino, tout le monde gagne instantanément. 
Commentaires : 
- Cet épisode a été tourné du 15 novembre au 16 décembre 2017.
- C'est le premier épisode crossover avec la série Camping Paradis, le deuxième étant Un ange gardien au camping.
- Patricia Malvoisin reprend le rôle de Françoise Leroy, occupé dans la série par Alexandra Vandernoot